# ЛТЗ-60
ЛТЗ-60 — колёсный трактор тягового класса 1,4 производства Липецкого тракторного завода, предназначенный на смену морально устаревшему Т-40. Производился с 1991 года. В связи с банкротством трактор снят с производства.

## Устройство

### Кабина
Кабина защищает от пыли и шума. Сиденье регулируется, что создает удобство для тракториста.

### Двигатель
На трактор устанавливался четырёхцилиндровый дизельный двигатель Д65 М1Л мощностью 60 лошадиных сил. Двигатель запускается четырёхкиловаттным стартером. Также устанавливался генератор переменного тока мощностью 700 Вт с выпрямителем.